# Uniejowice
Uniejowice (niem. Leisersdorf) – wieś w Polsce położona w województwie dolnośląskim, w powiecie złotoryjskim, w gminie Zagrodno, na Pogórzu Kaczawskim w Sudetach.

## Podział administracyjny
W latach 1975–1998 miejscowość administracyjnie należała do województwa legnickiego.

## Demografia
Według Narodowego Spisu Powszechnego (III 2011 r.) liczyły 692 mieszkańców. Są trzecią co do wielkości miejscowością gminy Zagrodno.

## Zabytki
Do wojewódzkiego rejestru zabytków wpisany jest:
- park, z drugiej połowy XIX i przełomu XIX/XX w.

## Muzeum Armii Czerwonej
Miejscowość znana jest z tego, iż w jednym z gospodarstw znajduje się, jedyne na ziemiach polskich, Muzeum Armii Czerwonej. Prowadzi je Michał Sabadach.